# Allison Baver
Allison Baver, née le 11 août 1980 à Reading, est une patineuse de vitesse sur piste courte américaine, actrice et productrice américaine.

## Biographie

### Enfance et éducation
Baver naît à Reading, Pennsylvanie, le 11 août 1980. À onze ans, elle participe aux championnats nationaux de roller de vitesse à Philadelphie. Elle joue au football et est cheerleader pour son lycée. Elle commence le patinage de vitesse sur piste courte au lycée.
En 2003, elle obtient une licence de marketing et management de l'université d'État de Pennsylvanie. En 2007, elle obtient un MBA à l'institut de technologie de New York.

### Carrière sportive
Baver participe aux Jeux olympiques d'hiver de 2002. Elle finit septième au 500 mètres en patinage de vitesse sur piste courte aux Jeux olympiques de 2006 après une collision avec la tchèque Kateřina Novotná en finale B.
Le 25 février 2007, elle est championne des États-Unis pour la première fois. Elle est sponsorisée par Wilhelmina Sports de 2008 à 2010. 
Le 8 février 2009, Allison Baver et Katherine Reutter tombent ensemble au cours d'un 1 500 mètres à Sofia. Baver en ressort avec plusieurs fractures à la jambe.
Aux Jeux olympiques d'hiver de 2010, Baver participe au 1 500 mètres, au 1 000 mètres et au relais féminin. Au 1 500 mètres, elle s'arrête en demi-finales, tandis qu'elle est disqualifiée pour faute dès le premier tour du 1 000 mètres. Elle concourt la finale du relais féminin avec Alyson Dudek, Lana Gehring et Katherine Reutter. L'équipe arrive en quatrième position, mais les sud-coréennes, arrivées en tête, sont disqualifiées pour faute et les Américaines remportent la médaille de bronze,.
En 2016, elle est élue pour un mandat de quatre ans pour être l'une des sept vice-présidentes de l'association des athlètes olympiques et paralympiques américains.

### Carrière d'actrice et de productrice
Le premier décembre 2020, Baver annonce de nombreux films, séries télévisées et documentaires à venir pour sa nouvelle compagnie de production, Allison Baver Entertainment. Elle y est productrice, actrice, et parfois créatrice de séries.
En 2020, elle joue le rôle d'une infirmière dans la saison 3 de Yellowstone. En 2021, elle est productrice déléguée du film Inside Ted : Dans la tête du serial killer, qui sort au Festival du film de Tribeca le 11 juin 2021 et au cinéma le 27 août 2011. Elle y joue un petit rôle.

### Procès pour fraude
Le 15 décembre 2021, Baver est mise en examen pour avoir demandé 10 millions de dollars d'aide fédérale pendant la pandémie de COVID et en avoir versé une partie à la compagnie de production SpectreVision pour financer le film Inside Ted : Dans la tête du serial killer. En avril 2020, elle crée huit dossiers de demande du Paycheck Protection Program pour un total de dix millions de dollars pour son entreprise de divertissement. Dans chaque dossier, elle affirme avoir 4,7 millions de dollars par mois de masse salariale, alors que les documents de son entreprise affirment qu'elle n'a aucun employé. Son dossier judiciaire porte le nom United States v. Baver (2:21-cr-00520).
Le 18 janvier 2022, elle plaide non coupable pour neuf chefs d'accusation au niveau fédéral. Le procès est retardé deux fois et commence le 26 juin 2023. Le 29 juin 2023, elle est jugée coupable par le jury fédéral pour deux cas de fausses informations envoyées à des banques, un cas de blanchiment d'argent, et un cas d'outrage au tribunal. Elle est libre en attendant sa condamnation. La peine maximale est de 40 ans en prison, et il est probable qu'elle soit condamnée à 78 mois de prison ferme suivis de cinq ans de liberté conditionnelle,. En octobre 2024, son procès est mis en pause quand son avocat démissionne et le juge estime qu'elle pourrait faire appel pour inefficacité de la défense (en).

## Palmarès

### Jeux olympiques
| Épreuve / Édition | Salt Lake City 2002 | Turin 2006 | Vancouver 2010 |
| 500 m             | -                   | 7e         | -              |
| 1 000 m           | -                   | -          | 29e            |
| 1 500 m           | -                   | 12e        | 15e            |
| Relais 3 000 m    | 7e                  | 4e         | Bronze         |

### Championnats du monde de patinage de vitesse sur piste courte
| Épreuve / Édition | Minneapolis 2006 | Milan 2007 |
| Classement        | 5e               | 5e         |
| 1 000 m           | -                | 5e         |
| 1 500 m           | 4e               | 4e         |
| 3 000 m           | Bronze           | -          |